# アンソニー・バルバロ
アンソニー・マイケル・バルバロ（Anthony Michael Varvaro, 1984年10月31日 - 2022年9月11日）はアメリカ合衆国の元プロ野球選手、警察官。右投右打。

## 経歴

### プロ入りとマリナーズ時代
2005年のMLBドラフト12巡目（全体353位）でシアトル・マリナーズから指名され、8月26日に契約。
2006年、ルーキー級アリゾナリーグ・マリナーズでプロデビュー。5試合に登板し、0勝2敗・防御率1.64だった。
2007年はA級ウィスコンシン・ティンバーラトラーズで22試合に登板し、4勝11敗1セーブ・防御率4.69だった。
2008年はA+級ハイデザート・マーベリックスで30試合に登板し、3勝9敗・防御率7.12だった。
2009年はA+級ハイデザートで8試合に登板後、5月にAA級ウエストテン・ダイヤモンドジャックスへ昇格。36試合に登板し、4勝3敗8セーブ・防御率2.82だった。オフの11月20日にマリナーズとメジャー契約を結び、40人枠入りを果たした。
2010年2月26日にマリナーズと1年契約に合意。3月16日にAA級ウエストテンへ配属され、開幕を迎えた。開幕後はAA級ウエストテンで31試合に登板し、1勝3敗9セーブ・防御率3.20だった。7月にAAA級タコマ・レイニアーズへ昇格。19試合に登板し、防御率5.26だった。9月22日にメジャーへ昇格し、9月24日のタンパベイ・レイズ戦でメジャーデビュー。2点ビハインドの8回裏から登板し、1回を無安打無失点1四球2奪三振に抑えた。続く2試合ではいずれも失点し、4度目の登板となった10月3日のオークランド・アスレチックス戦では、同点の6回表から登板したが、1死しか取れず2安打1失点で途中降板し、メジャー初黒星を喫した。この年は4試合に登板し、0勝1敗・防御率11.25だった。
2011年1月3日にDFAとなった。

### ブレーブス時代
2011年1月13日にウェーバーでアトランタ・ブレーブスへ移籍した。2月22日にブレーブスと1年契約に合意。3月17日にAAA級グウィネット・ブレーブスへ配属され、開幕を迎えた。7月28日にメジャーへ昇格。リリーフとして7試合に登板していたが、ブロウンセーブを記録するなど救援失敗が目立ち、8月14日にAAA級グウィネットへ降格した。登録枠が拡大された9月1日にメジャーへ再昇格した。この年は18試合に登板し、0勝2敗・防御率2.63だった。

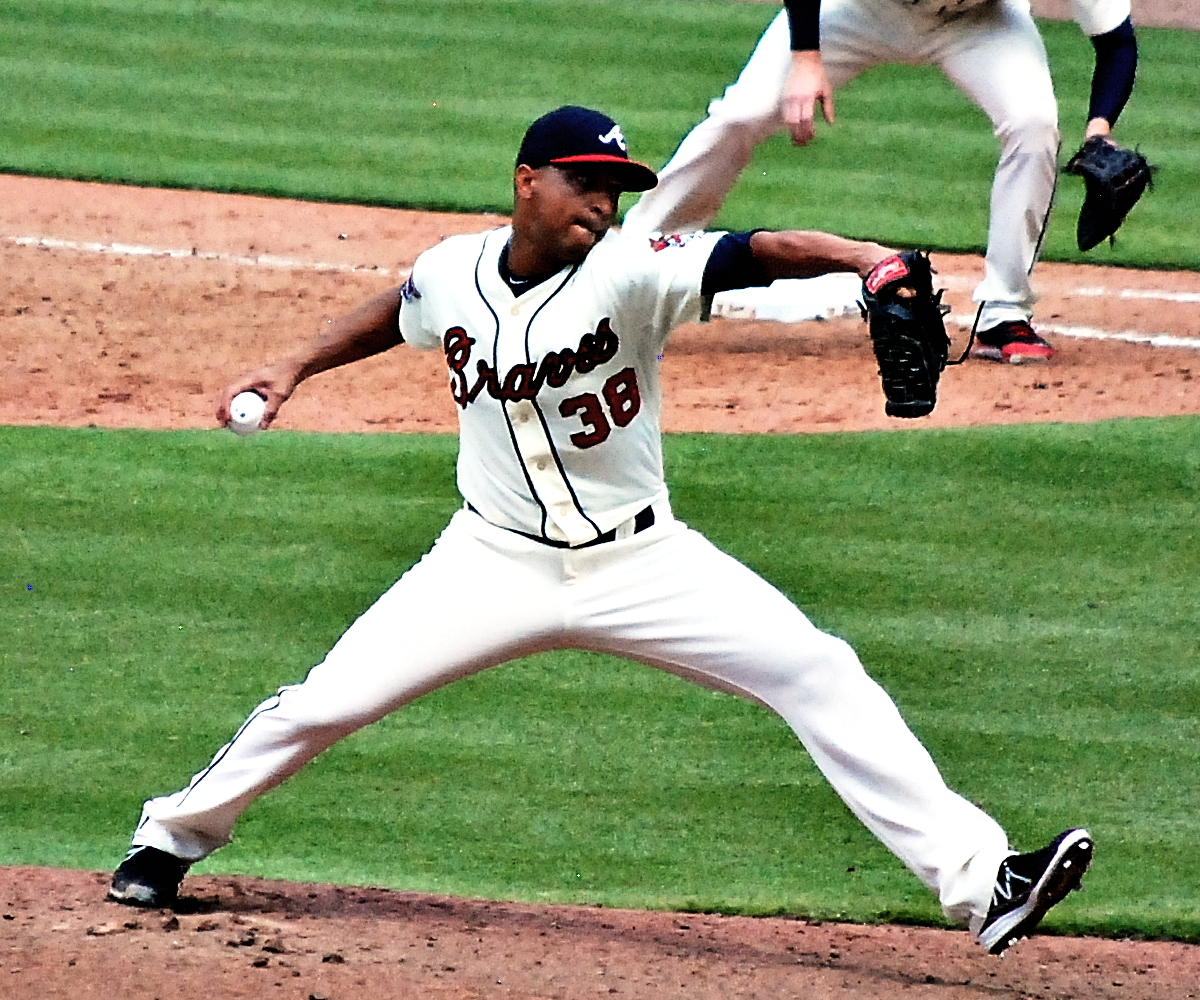
アトランタ・ブレーブス時代
(2014年7月6日)

2012年3月2日にブレーブスと1年契約に合意。4月2日に胸筋の故障で15日間の故障者リスト入りし、4月25日に故障者リストから外れたものの、AAA級グウィネットへ降格した。6月13日にメジャーへ昇格。7月14日のニューヨーク・メッツ戦では、2点ビハインドの8回表から登板し、1回を1安打無失点に抑え、直後の8回裏にブレーブスが3点を取り逆転したため、メジャー初勝利を挙げた。しかしその後は防御率5点台の状態が続き、7月23日にAAA級グウィネットへ降格した。その後はメジャーに昇格することはなく、この年は12試合に登板し、1勝1敗・防御率5.40だった。
2013年は自身初の開幕ロースター入りを果たし、自己最多の62試合に登板。3勝1敗1セーブ・防御率2.82だった。
2014年2月25日にブレーブスと1年契約に合意し、開幕ロースター入りした。開幕後は61試合に登板し、3勝3敗・防御率2.63だった。オフの12月15日にDFAとなった。

### レッドソックス時代
2014年12月17日にアーロン・クルークスとのトレードで、ボストン・レッドソックスへ移籍した。
2015年は9試合に登板し、0勝1敗・防御率4.09の成績を残し、5月3日にウェーバーでシカゴ・カブスへ移籍した。だが、右ひじ腱の損傷が発覚し、5月24日にレッドソックスに返還となった。オフの12月15日にマイナー契約で再契約した。
2016年は傘下のAAA級ポータケット・レッドソックスでプレーしていたが、6月19日に引退を表明した。

### 現役引退後
2016年12月9日、ニューヨーク・ニュージャージー港湾公社の警察学校を卒業し、警察官に転身した。
2022年9月11日、アメリカ同時多発テロ事件の式典に向かう際、逆走車と衝突し亡くなった。

## 詳細情報

### 背番号
- 60 (2010年)
- 38 (2011年 - 2014年)
- 46 (2015年)